# SŽD-Baureihe ТУ6
Die Lokomotiven der Baureihe ТУ6 (deutsche Transkription TU6) der Sowjetischen Eisenbahnen (SŽD) sind schmalspurige Diesellokomotiven. Sie entstanden auf der Basis der vorher beschaffenen Diesellokomotive ТУ4.

## Historie
Die Lokomotiven erschienen von 1964 an bei der Maschinenfabrik Istinski. Im Gegensatz zu der Vorgängervariante besaß die Lokomotive lediglich eine Leistung von 90 PS und ebenso wie diese eine hydromechanische Kraftübertragung. Von 1968 bis 1971 wurden die Fahrzeuge von der Maschinenfabrik Kambarka in Kambarka hergestellt und besaß von da an eine mechanische Kraftübertragung. Die Aufbauten waren analog der ТУ4. Insgesamt wurden ungefähr 150 Fahrzeuge von dieser Maschine hergestellt.
2005 waren noch einige Fahrzeuge der Serie erhalten. So befand sich bei der Tschudetzkaja Schmalspurbahnen in der Oblast Leningrad eine Lokomotive mit der Inventarnummer 0053, 2007 wurde diese Lokomotive verschrottet. 2011 wurde auf einem Holzplatz in Babajewo einige Lokomotiven gefunden, darunter zwei ТУ6, eine ТУ8Г, zwei ТУ7 und eine ТУ8.

## Modifikationen
Mit der Bezeichnung ТУ6M (TU6M) entstand mit einer Stückzahl von acht Lokomotiven eine Variante der Lokomotive für eine schmalspurige Torfbahn. Eine vervollkommnete Variante der Lokomotive ist die SŽD-Baureihe ТУ6А.